# Högland
För andra betydelser, se Högland (olika betydelser).

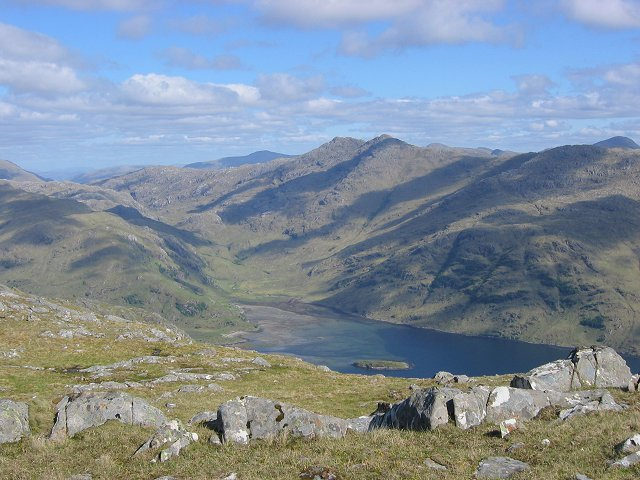
Sjön Loch Nevis på det skotska höglandet.

Högland är inom fysisk geografi ett landområde som kännetecknas av att det ligger på en avsevärd höjd över havet, vanligen minst 200 meter. Marken som ligger på höglandet kan vara en del av en höglandsplatå, där större höjdvariationer saknas liksom större vattendrag och bergskedjor. Höglandet kännetecknas av ett kargt och torrt landskap med ett eget klimat som skiljer sig avsevärt från det omgivande låglandet, med kallare och längre vintrar och varmare somrar än omgivningen. Många floder och vattendrag har sina källor från höglandet.

## Högland i Sverige
I Sverige finns flera olika sorters högland. Från söder är det Sydsvenska höglandet, som har sin huvudsakliga sträckning i östra Västergötland- norra Småland- sydvästra Östergötland. Området är nästan helt skogbeväxt och kännetecknas av skogar och högmossar. Klimatologiskt tillhör höglandet växtzon 3, ibland ända uppåt växtzon 5 på grund av det kärva klimatet som i trakterna av Nässjö. Även i Norrland finns det flera olika höglandsplatåer som kännetecknas av många myrar och mossar.
Hur höglandet möter låglandet kan också vara värt att lägga märke till. I Sydafrika är övergången mellan hög- och lågland dramatisk, vid Kapstaden sluttar bergen våldsamt ned mot stränderna. Detta gäller även flera andra områden i till exempel södra Afrika, med skarpa gränser mellan hög- och lågland.
I Sverige är lutningen främst peneplan vilket innebär en långsam övergång mellan hög- och lågland och att man inte alltid märker av den övergången. Åker man tåg på Södra stambanan märker man som passagerare inte av att Nässjö ligger tre hundra meter över havets yta eftersom järnvägen bara haft en svag men ständig lutning nästan hela vägen från Höör i söder till Nässjö i norr. Ett undantag i Småländska höglandet är området kring Vättern där höglandet rasar ned mot Jönköping och Gränna som ligger vid Vätterns strand med en höjdskillnad på ibland uppemot tvåhundra meter och med många sprickdalsvariationer i det omgivande landskapet.
Genom inlandsisen fick höglandsområdena i Sverige sitt nuvarande utseende. Detta ledde även till att olika spektakulära naturformationer på det småländska höglandet skapades som Skurugata och More kastell. Inlandsisen ledde även till att flera av de mest extrema höjdskillnaderna i landskapet slipades ned. Den högsta punkten Tomtabacken kännetecknas av ganska flacka sluttningar.

## Kulturgeografi
Flera av världens stora städer är grundade på höglandsplatåer. Ofta är städerna av ganska ungt ursprung och har anlagts av olika praktiska/statsmässiga orsaker. Madrid, som ligger på den iberiska halvön, ligger mitt i den iberiska höglandsplatån och blev huvudstad på 1500-talet på kunglig order. Nairobi i Kenya grundades som underhållsverkstad för tågen av 1800-talets brittiska kolonialmakt och blev så småningom huvudstad. Svårigheter med att finna vatten och föda samt försörjning på grund av det kärva klimatet som ett högland utgör, vilket skapar dåliga förutsättningar för jordbruk, har gjort att högländerna rent kulturdemografiskt ofta är de fattigaste och mest eftersatta landsändarna i ett land. 1800-talets skotska högländer och Småland kan ses som exempel på detta där emigration, fattigdom och med dåliga marginaler för svälttider gjorde att landsdelarna under många år avfolkades och förblev eftersatta.